# Oratoire Saint-Roch de Bruille-lez-Marchiennes
Pour les articles homonymes, voir Saint-Roch (homonymie).
L'oratoire Saint-Roch est un oratoire catholique situé à Bruille-lez-Marchiennes, en France.

## Localisation
L'oratoire est situé dans le département français du Nord, sur la commune de Bruille-lez-Marchiennes, rue Léo-Ferré.
Il est restauré en 2022.

L'oratoire fin octobre 2015, avant sa rénovation
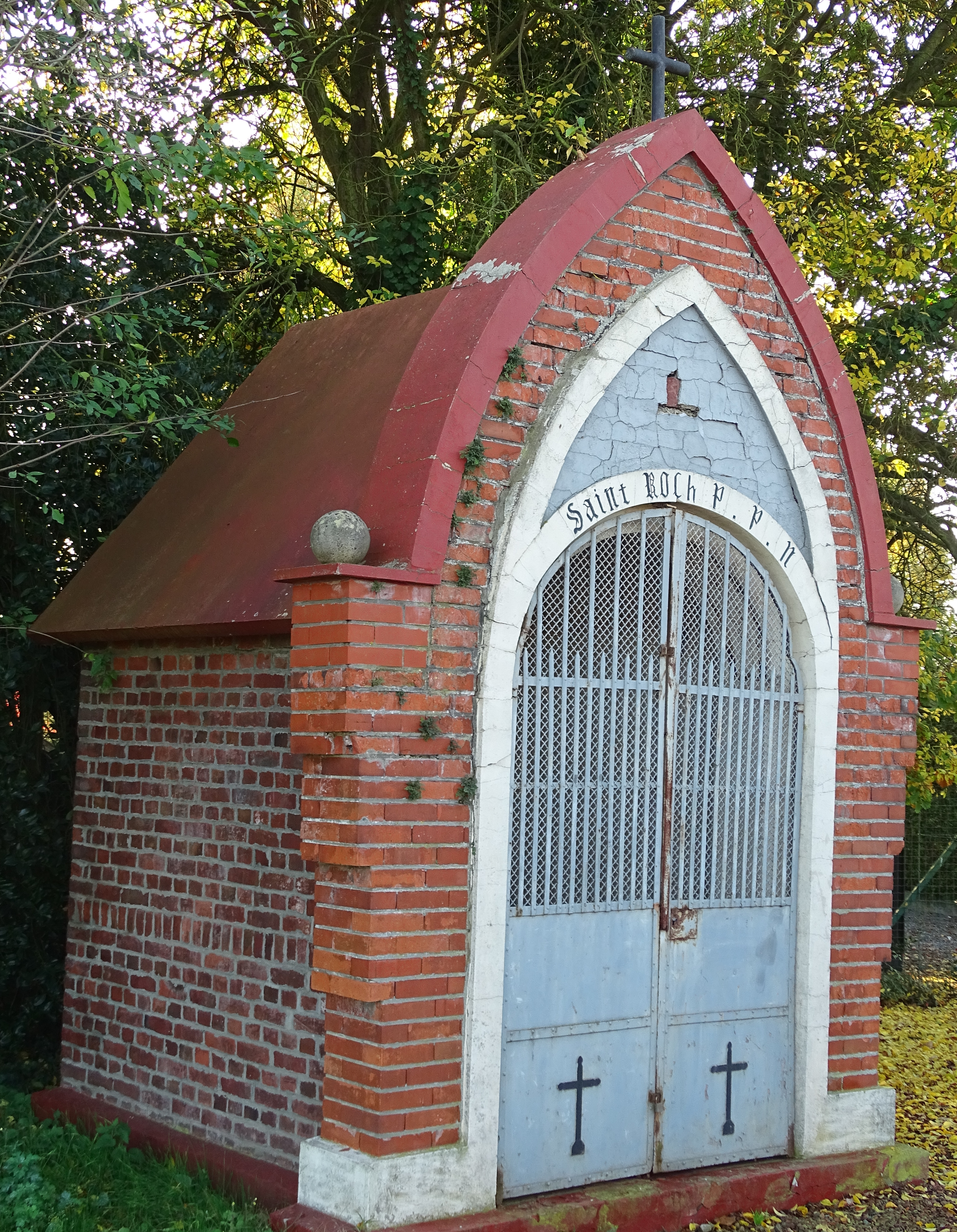
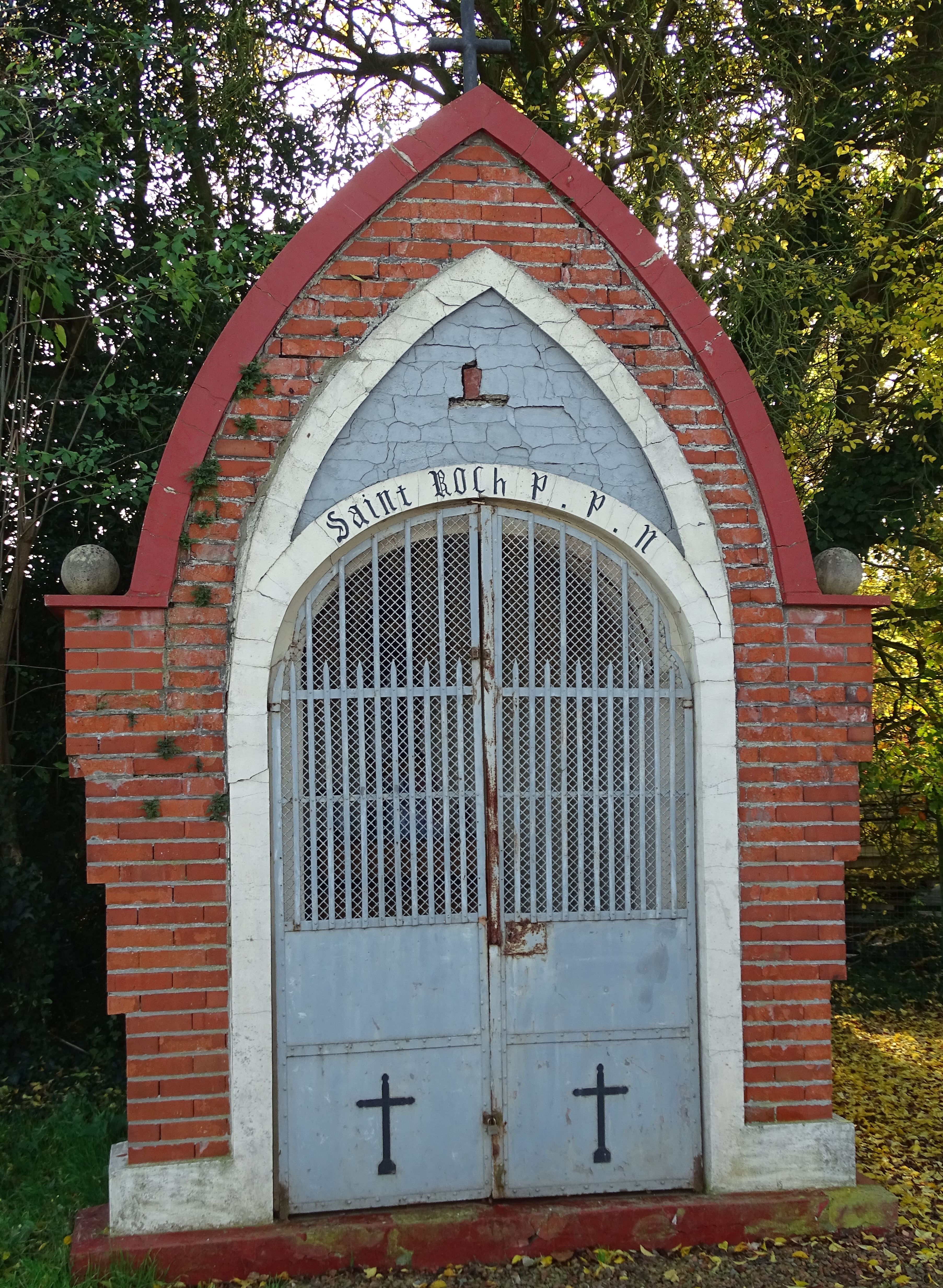
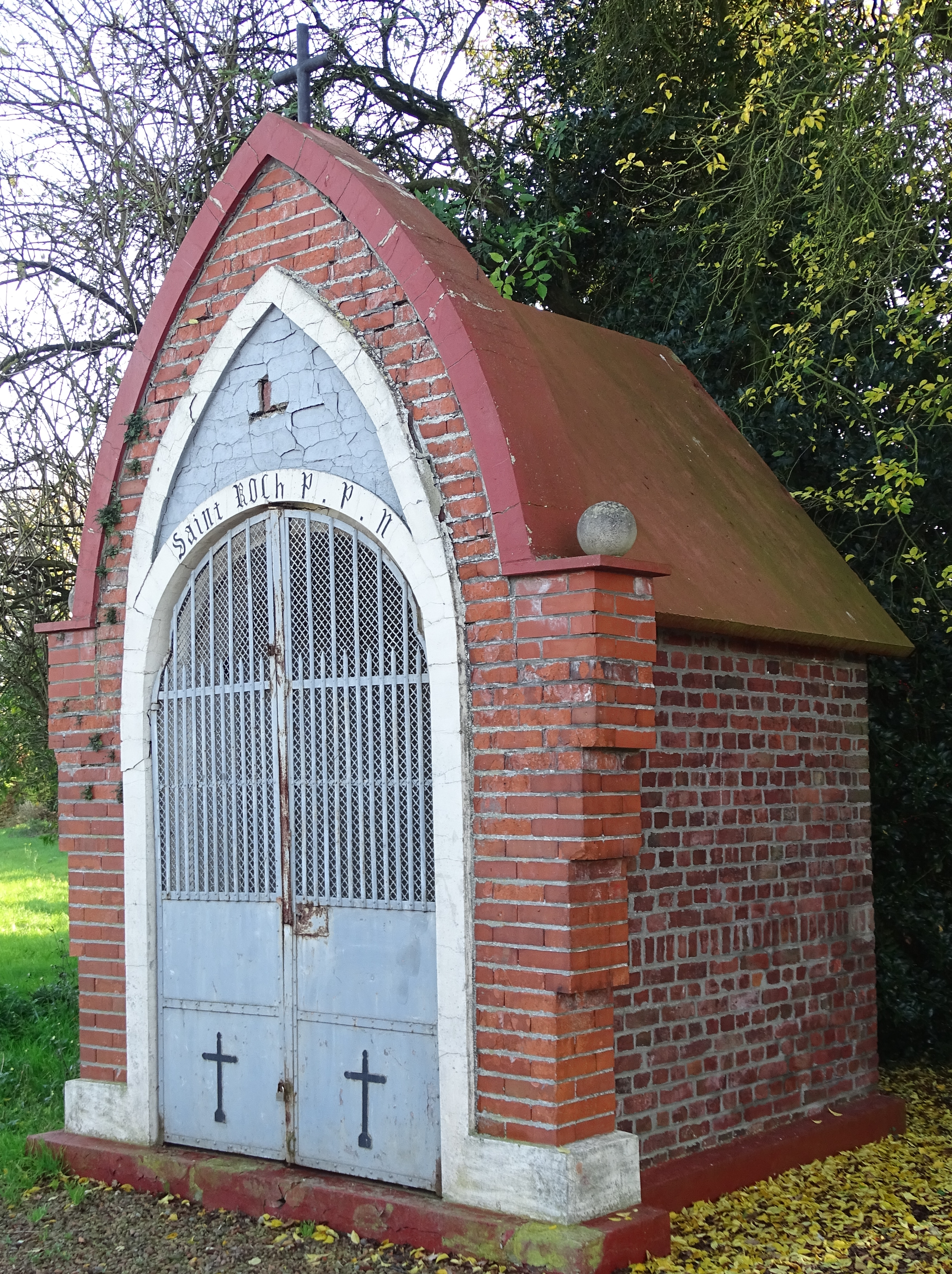